# Александар Џамбазов
Александар Џамбазов (Стапар, 3. фебруар 1936 — Скопље, 25. јануар 2022) био је македонски диригент и композитор, великан савремене македонске музике.
Завршио је Музичку академију у Београду, а цео радни век провео је на Македонској радио-телевизији, као диригент Плесно-ревијалног оркестра. Направио је безброј снимака и концерата уживо, наступао у земљи и иностранству (Раденци у Словенији итд.). Добитник је већег броја (педесет) стручних награда. Он је категорисан у четврту генерацију македонских послератних композитора.

## Стваралаштво
Његов стваралачки опус је веома богат. Аутор је великог броја дечијих песама. Био је иницијатор и дугогодишњи диригент дечијег фестивала "Златни славуј" у Скопљу. Написао је сценску и филмску музику („Мементо“, за драме „Мајка“, „Двајца на нишалка“ итд.) и неколико дела класичне музике, укључујући „Рапсодију за Скопље“ за клавир и оркестар (1966), „Седам плесних варијација“ за клавир и оркестар (1977) и др. Компоновао је и хорске композиције, као и низ популарних мелодија.

## Награде
Добитник је више од 40 награда и признања у Македонији и Југославији, укључујући државну награду „11. октобар“ и награду града Скопља „13. новембар“.

## Лични живот
Био је ожењен познатом македонском глумицом Анче Џамбазовом. Његов син је познати глумац и комичар Игор Џамбазов, а има и ћерку Тању Џамбазову.